# Med solen i ögonen
Med solen i ögonen és un àlbum del cantautor suec Lars Winnerbäck de l'any 1998. La cançó que dona nom al disc va sortir a la venda en forma de single el febrer de l'any 1999. Aquest àlbum és disc de platí a Suècia.

## Cançons
1. Gråa dagar (4:53), Dies grisos
2. Tvivel (5:26), Dubte
3. Mamma är säkert nöjd (3:58), Deu complaure la mare
4. Idiot (2:55), Idiota
5. Pacemaker (5:57) Marcapassos
6. Pollenchock & stjärnfall (4:59), Shock de pol·len i cacera d'estrelles
7. Att fånga en fjäril (4:16), Per caçar una papallona
8. Vinter över ån (4:12), L'hivern al rierol
9. Solen i ögonen (3:35), El sol als teus ulls
10. Med bussen från stan (4:33), Amb el bus de la ciutat
11. Varning för ras (4:59), Compte amb les allaus